# Nadine Faustin
Nadine Faustin (Parker, após casamento) (Bruxelas, Bélgica, 14 de abril de 1976) é uma antiga atleta haitiana, especialista em corridas de 100 metros com barreiras.
Competiu pelos Estados Unidos até ao final da temporada de inverno de 1999, tendo já participado nos Campeonatos Mundiais de 1999 pelo seu novo país.
Das suas três presenças olímpicas (2000, 2004 e 2008), a melhor participação ocorreu nos Jogos de Atenas 2004 onde atingiu as semi-finais. Faustin foi escolhida para ser a porta-bandeira do Haiti na cerimónia de abertura dos Jogos Olímpicos de Sydney 2000.
Em 2011 foi nomeada técnica-responsável de sprint e barreiras da equipe de atletismo da Universidade Mansfield da Pennsylvania.

## Recordes pessoais
Outdoor
| Prova           | Tempo   | Data                 | Local                   | Notas            |
| --------------- | ------- | -------------------- | ----------------------- | ---------------- |
| 100 metros      | 11,37 s | 21 de maio de 2000   | Kourou, Guiana Francesa |                  |
| 200 metros      | 24,31 s | 1 de maio de 2001    | Le Gosier, Guadeloupe   |                  |
| 100 m barreiras | 12,74 s | 23 de agosto de 2004 | Atenas, Grécia          | Recorde do Haiti |

Indoor
| Prova          | Tempo  | Data                    | Local                       | Notas            |
| -------------- | ------ | ----------------------- | --------------------------- | ---------------- |
| 60 metros      | 7,50 s | 14 de janeiro de 2006   | Chapel Hill, Estados Unidos |                  |
| 60 m barreiras | 7,99 s | 17 de fevereiro de 2006 | Düsseldorf, Alemanha        | Recorde do Haiti |